# Kameňany
Kameňany – wieś (obec) na Słowacji położona w kraju bańskobystrzyckim, w powiecie Revúca. Pierwsze wzmianki o miejscowości pochodzą z roku 1243.
Według danych z dnia 31 grudnia 2012, wieś zamieszkiwało 797 osób, w tym 370 kobiet i 427 mężczyzn.
W 2001 roku rozkład populacji względem narodowości i przynależności etnicznej wyglądał następująco:
- Słowacy – 76,58%
- Czesi – 2,16%
- Polacy – 0,14%
- Romowie – 19,68%
- Węgrzy – 1,29%

Ze względu na wyznawaną religię struktura mieszkańców kształtowała się w 2001 roku następująco:
- Katolicy rzymscy – 13,51%
- Grekokatolicy – 0,29%
- Ewangelicy – 47,27%
- Ateiści – 35,92%
- Nie podano – 0,72%